# André Henrique
André Henrique da Silva Martins (Guanambi, 17 dicembre 2001) è un calciatore brasiliano, attaccante del Grêmio.

## Carriera
André Henrique ha iniziato la sua carriera nelle giovanili del Capivariano dove ha debuttato il 4 marzo 2020, entrando come sostituto nel finale della vittoria casalinga per 2-0 contro il Paulista nel Campeonato Paulista Série A3. Ha segnato il suo primo gol il 25 settembre, segnando una tripletta nella vittoria casalinga per 4-1 contro il Marília.
Nel 2021 è stato ceduto in prestito all'América-MG, dove è stato assegnato alla squadra under-20. Tornato al Capi per la stagione 2022, ha ottenuto un ruolo da titolare ed ha segnato sei gol mancando tuttavia la promozione.
Il 7 giugno 2022 è stato annunciato al Marcílio Dias, squadra di Série D, in prestito per il resto della stagione. L'8 dicembre, dopo aver aiutato la squadra a vincere la Copa Santa Catarina, si è trasferito all'Hercilio Luz dopo il pagamento di 500.000 Real per il 50% dei suoi diritti sportivi.
Il 4 aprile 2023 è stato ceduto in prestito fine al termine dell'anno con opzione di acquisto al Grêmio, squadra di Série A.

## Statistiche

### Presenze e reti nei club
Statistiche aggiornate al 27 maggio 2022.
| Stagione        | Squadra         | Campionato      | Campionato | Campionato | Coppe nazionali | Coppe nazionali | Coppe nazionali | Coppe continentali | Coppe continentali | Coppe continentali | Altre coppe | Altre coppe | Altre coppe | Totale | Totale | Totale |
| Stagione        | Squadra         | Comp            | Pres       | Reti       | Comp            | Pres            | Reti            | Comp               | Pres               | Reti               | Comp        | Pres        | Reti        | Pres   | Reti   |        |
| --------------- | --------------- | --------------- | ---------- | ---------- | --------------- | --------------- | --------------- | ------------------ | ------------------ | ------------------ | ----------- | ----------- | ----------- | ------ | ------ | ------ |
| 2020            | Capivariano     | A3/SP           | 8          | 3          |                 | -               | -               |                    | -                  | -                  |             | -           | -           | 8      | 3      |        |
| 2021            | Capivariano     | A3/SP           | 13         | 3          |                 | -               | -               |                    | -                  | -                  |             | -           | -           | 13     | 3      |        |
| 2022            | Capivariano     | A3/SP           | 17         | 6          |                 | -               | -               |                    | -                  | -                  |             | -           | -           | 17     | 6      |        |
| 2022            | Marcílio Dias   | D               | 6          | 3          |                 | -               | -               |                    | -                  | -                  | CSC         | 13          | 3           | 19     | 6      |        |
| 2023            | Hercílio Luz    | PD/SC           | 14         | 4          |                 | -               | -               |                    | -                  | -                  |             | -           | -           | 14     | 4      |        |
| 2023            | Grêmio          | PD/RS+A         | 0+5        | 0          | CB              | 2               | 0               |                    | -                  | -                  |             | -           | -           | 7      | 0      |        |
| Totale carriera | Totale carriera | Totale carriera | 63         | 19         |                 | 2               | 0               |                    | -                  | -                  |             | 13          | 3           | 78     | 22     |        |

## Palmarès

### Club

#### Competizioni statali
- Copa Santa Catarina: 1

Marcílio Dias: 2022
- Campionato Gaúcho: 1

Gremio: 2023